# Ricardo Sauze
Ricardo Sauze (San Miguel de Tucumán, Tucumán, 10 de marzo de 1959) es un exjugador de rugby argentino que se desempeñaba como Apertura.
Es el padre de la medallista olímpica, Victoria Sauze.

## Carrera

### Tucumán Rugby
Sauze se formó en Tucumán Rugby, donde debutó en primera división del Anual Tucumano en 1978 y se coronó campeón. Sin embargo, Tucumán Rugby, tuvo que esperar 10 años para volver a gritar campeón, cuando en 1988 cortó una racha negativa, para empezar una racha positiva de 6 campeonatos consecutivos, que duró hasta 1993, en dicho año también llegó a la final del Nacional de Clubes 1993. En 1995 se consagró campeón tucumano, compartiendo el título con Natación y Gimnasia. En el 2000 ganó el Torneo Regional del NOA, lo que fue la primera conquista de este título para el club. Empezó a jugar en la Selección Tucumana en 1978 y en 1981 llegó a su primera final del Campeonato Argentino, pero caería ante Buenos Aires, algo que se repitió al año siguiente 1982. En 1985 tendría revancha y se coronaría campeón por primera vez, iniciando una época en la que, el seleccionado tucumano, ganó 7 campeonatos en 9 años.

## Selección nacional
En 1983 debutó con la camiseta de Los Pumas ante la Selección de rugby de Paraguay.

## Clubes
| Club          | País      |
| ------------- | --------- |
| Tucumán Rugby | Argentina |

## Palmarés
| Título               | Equipo        | País      | Año  |
| -------------------- | ------------- | --------- | ---- |
| Anual Tucumano       | Tucumán Rugby | Argentina | 1978 |
| Anual Tucumano       | Tucumán Rugby | Argentina | 1988 |
| Anual Tucumano       | Tucumán Rugby | Argentina | 1989 |
| Anual Tucumano       | Tucumán Rugby | Argentina | 1990 |
| Anual Tucumano       | Tucumán Rugby | Argentina | 1991 |
| Anual Tucumano       | Tucumán Rugby | Argentina | 1992 |
| Anual Tucumano       | Tucumán Rugby | Argentina | 1993 |
| Anual Tucumano       | Tucumán Rugby | Argentina | 1995 |
| Regional del NOA     | Tucumán Rugby | Argentina | 2000 |
| Campeonato Argentino | Tucumán       | Argentina | 1985 |
| Campeonato Argentino | Tucumán       | Argentina | 1987 |
| Campeonato Argentino | Tucumán       | Argentina | 1988 |
| Campeonato Argentino | Tucumán       | Argentina | 1989 |
| Campeonato Argentino | Tucumán       | Argentina | 1990 |
| Campeonato Argentino | Tucumán       | Argentina | 1992 |
| Campeonato Argentino | Tucumán       | Argentina | 1993 |